# Associazione Calcio Lecco 1958-1959
Questa pagina raccoglie le informazioni riguardanti l'Associazione Calcio Lecco nelle competizioni ufficiali della stagione 1958-1959.

## Stagione
Nella stagione 1958-1959 il Lecco ha disputato il campionato di Serie B, un torneo a 20 squadre che prevede due promozioni in Serie A e due retrocessioni in Serie C. Con 45 punti il Lecco ottiene la terza piazza alle spalle delle due promosse che sono l'Atalanta con 51 punti ed il Palermo con 49 punti. Retrocedono con 25 punti il Prato e con 28 punti il Vigevano.
In casa bluceleste alla corte del presidente Mario Ceppi e dell'allenatore Camillo Achilli che vogliono un Lecco sempre più competitivo, arrivano molte facce nuove, in difesa Ennio Cardoni dall'Atalanta, in attacco il fuoriclasse franco ungherese István Nyers con trascorsi all'Inter e alla Roma, Filippo Nicoletti dal Messina e Luigi Galli dal Varese, dall'Alessandria l'ala Marco Savioni, ma le due vere sorprese erano già a Lecco dalla stagione scorsa e sono due giovani, il portiere Eugenio Bruschini da Bellagio che rileva Walter Pontel finito al Palermo, e Rodolfo Bonacchi che sarà incoronato miglior marcatore stagionale con 18 reti realizzate. Il campionato inizia con una bella vittoria sul Vigevano ed una partita spettacolare a Palermo finita (5-4) per i rosanero, ma da quella partita si capisce che il Lecco potrà giocare un ruolo da protagonista nel torneo cadetto con le speranze di promozione cullate a lungo e svanite solo a fine maggio con la sconfitta (3-1) di Venezia.

## Rosa
| N. |                   | Ruolo | Calciatore          |
| -- | ----------------- | ----- | ------------------- |
|    | Italia (bandiera) | D     | Paolo Agnolin       |
|    | Italia (bandiera) | C     | Enrico Arienti      |
|    | Italia (bandiera) | D     | Remo Bicchierai     |
|    | Italia (bandiera) | A     | Rodolfo Bonacchi    |
|    | Italia (bandiera) | P     | Eugenio Bruschini   |
|    | Italia (bandiera) | D     | Ennio Cardoni       |
|    | Italia (bandiera) | C     | Umberto Castiglioni |
|    | Italia (bandiera) | C     | Francesco Duzioni   |
|    | Italia (bandiera) | A     | Franco Fontanot     |
|    | Italia (bandiera) | A     | Luigi Galli         |

| N. |                     | Ruolo | Calciatore        |
| -- | ------------------- | ----- | ----------------- |
|    | Italia (bandiera)   | A     | Glauco Gilardoni  |
|    | Italia (bandiera)   | C     | Clemente Gotti    |
|    | Italia (bandiera)   | P     | Osvaldo Maffeis   |
|    | Italia (bandiera)   | A     | Filippo Nicoletti |
|    | Ungheria (bandiera) | A     | István Nyers      |
|    | Italia (bandiera)   | C     | Giovanni Sacchi   |
|    | Italia (bandiera)   | C     | Oreste Sala       |
|    | Italia (bandiera)   | C     | Marco Savioni     |
|    | Italia (bandiera)   | C     | Giampiero Schiavo |
|    | Italia (bandiera)   | D     | Ezio Tettamanti   |

## Risultati

### Serie B

#### Girone di andata
| Arbitro: | Carbonelli (Brescia) |

|                   |           |  |
| Bonacchi 67’, 83’ | Marcatori |  |

| Arbitro: | Adami (Roma) |

|                                                        |           |                                       |
| Marchetto 4’, 84’ Vernazza 15’, 35’ Duzioni 68’ (aut.) | Marcatori | 6’ L. Galli 16’, 74’ (rig.) 88’ Gotti |

| Arbitro: | Babini (Ravenna) |

|                           |           |  |
| Fiorindi 9’ Redegalli 89’ | Marcatori |  |

| Arbitro: | Angelini (Firenze) |

|                            |           |          |
| Nicoletti 40’ L. Galli 62’ | Marcatori | 80’ Nova |

| Monza 19 ottobre 1958 5ª giornata | Simmenthal-Monza      | 0 – 0 | Lecco | Stadio Città di Monza\| Arbitro: \| De Magistris (Torino) \| |
| Arbitro:                          | De Magistris (Torino) |       |       |                                                              |

| Arbitro: | Gay (Asti) |

|              |           |           |
| L. Galli 33’ | Marcatori | 5’ Buzzin |

| Arbitro: | Roversi (Bologna) |

|                                   |           |                         |
| Kirchmayr 25’ (aut.) Bonacchi 65’ | Marcatori | 46’ Bernini 77’ Bettini |

| Arbitro: | Annoscia (Bari) |

|  |           |                         |
|  | Marcatori | 81’ Gotti 89’ Nicoletti |

| Arbitro: | Gambarotta (Genova) |

|                           |           |             |
| Bonacchi 1’ Nicoletti 41’ | Marcatori | 47’ Baldini |

| Arbitro: | De Robbio (Torre Annunziata) |

|             |           |              |
| Longoni 47’ | Marcatori | 73’ Bonacchi |

| Arbitro: | Marangio (Roma) |

|              |           |  |
| Bonacchi 78’ | Marcatori |  |

| Arbitro: | Liverani (Torino) |

|  |           |              |
|  | Marcatori | 25’ Bonacchi |

| Arbitro: | Cariani (Roma) |

|                           |           |  |
| Bonacchi 19’ L. Galli 36’ | Marcatori |  |

| Arbitro: | Annoscia (Bari) |

|                   |           |             |
| Farina 28’ (rig.) | Marcatori | 6’ L. Galli |

| Arbitro: | Menchini (Udine) |

|                |           |              |
| Menichelli 36’ | Marcatori | 26’ Fontanot |

| Arbitro: | Marangio (Roma) |

|  |           |           |
|  | Marcatori | 62’ Gotti |

| Arbitro: | Grillo (Napoli) |

|                             |           |                  |
| Calzolari 29’ Marmiroli 83’ | Marcatori | 82’ (rig.) Gotti |

| Arbitro: | Adami (Roma) |

|               |           |  |
| Nicoletti 77’ | Marcatori |  |

| Arbitro: | De Magistris (Torino) |

|            |           |  |
| Savioni 6’ | Marcatori |  |

#### Girone di ritorno
| Vigevano 8 febbraio 1959 20ª giornata | Vigevano                     | 0 – 0 | Lecco | Stadio Dante Merlo\| Arbitro: \| De Robbio (Torre Annunziata) \| |
| Arbitro:                              | De Robbio (Torre Annunziata) |       |       |                                                                  |

| Arbitro: | Leita (Udine) |

|  |           |                |
|  | Marcatori | 3’, 31’ Sandri |

| Arbitro: | Moriconi (Roma) |

|                                        |           |                                       |
| Gotti 40’ Castiglioni 48’ Bonacchi 70’ | Marcatori | 20’ Redegalli 80’ (rig.) Gianmarinaro |

| Arbitro: | Liverani (Torino) |

|                                               |           |                                       |
| Taccola 35’, 54’ Sacchella 39’, 64’ Vigni 74’ | Marcatori | 65’ Fontanot 75’ Bonacchi 79’ Duzioni |

| Arbitro: | Ferrari (Milano) |

|                  |           |          |
| Gotti 22’ (rig.) | Marcatori | 26’ List |

| Arbitro: | De Robbio (Torre Annunziata) |

|            |           |               |
| Prenna 47’ | Marcatori | 70’ Gilardoni |

| Arbitro: | Jonni (Macerata) |

|             |           |              |
| Bernini 50’ | Marcatori | 70’ Bonacchi |

| Arbitro: | Samani (Trieste) |

|                       |           |  |
| Gotti 22’ Savioni 90’ | Marcatori |  |

| Arbitro: | Pieri (Trieste) |

|                |           |             |
| Michelotti 58’ | Marcatori | 79’ Duzioni |

| Arbitro: | Bonetto (Torino) |

|             |           |                   |
| Cardoni 79’ | Marcatori | 28’, 67’ Zavaglio |

| Arbitro: | Liverani (Torino) |

|                              |           |             |
| Pistacchi 7’, 13’ (rig.) 39’ | Marcatori | 18’ Savioni |

| Arbitro: | Maghernino (San Severo) |

|                   |           |  |
| Bonacchi 18’, 23’ | Marcatori |  |

| Arbitro: | Samani (Trieste) |

|                            |           |                          |
| Campagnoli 48’ Goldoni 88’ | Marcatori | 22’, 23’ (rig.) Bonacchi |

| Arbitro: | Babini (Ravenna) |

|          |           |  |
| Nyers 7’ | Marcatori |  |

| San Benedetto del Tronto 10 maggio 1959 34ª giornata | Sambenedettese  | 0 – 0 | Lecco | Stadio Fratelli Ballarin\| Arbitro: \| Caputo (Napoli) \| |
| Arbitro:                                             | Caputo (Napoli) |       |       |                                                           |

| Arbitro: | Leita (Udine) |

|             |           |  |
| Bonacchi 1’ | Marcatori |  |

| Arbitro: | Francescon (Padova) |

|                            |           |  |
| Nyers 9’, 76’ Bonacchi 66’ | Marcatori |  |

| Arbitro: | Marangio (Roma) |

|                              |           |             |
| Canella 1’, 38’ Calegari 91’ | Marcatori | 90’ Savioni |

| Arbitro: | Righetti (Torino) |

|                       |           |  |
| Corso 38’ Bagnoli 89’ | Marcatori |  |

### Coppa Italia
| Arbitro: | De Magistris (Torino) |

|              |           |  |
| Ricoveri 75’ | Marcatori |  |

## Statistiche

### Statistiche di squadra
| Competizione | Punti | In casa | In casa | In casa | In casa | In casa | In casa | In trasferta | In trasferta | In trasferta | In trasferta | In trasferta | In trasferta | Totale | Totale | Totale | Totale | Totale | Totale | DR |
| Competizione | Punti | G       | V       | N       | P       | Gf      | Gs      | G            | V            | N            | P            | Gf           | Gs           | G      | V      | N      | P      | Gf     | Gs     | DR |
| ------------ | ----- | ------- | ------- | ------- | ------- | ------- | ------- | ------------ | ------------ | ------------ | ------------ | ------------ | ------------ | ------ | ------ | ------ | ------ | ------ | ------ | -- |
| Serie B      | 45    | 19      | 13      | 4       | 2       | 29      | 13      | 19           | 3            | 9            | 7            | 21           | 29           | 38     | 16     | 13     | 9      | 50     | 42     | +8 |
| Coppa Italia |       | -       | -       | -       | -       | -       | -       | 1            | 0            | 0            | 1            | 0            | 1            | 1      | 0      | 0      | 1      | 0      | 1      | -1 |
| Totale       |       | 19      | 13      | 4       | 2       | 29      | 13      | 20           | 3            | 9            | 8            | 21           | 30           | 39     | 16     | 13     | 10     | 50     | 43     | +7 |

### Statistiche dei giocatori
| Giocatore      | Serie B  | Serie B | Coppa Italia | Coppa Italia | Totale   | Totale |
| Giocatore      | Presenze | Reti    | Presenze     | Reti         | Presenze | Reti   |
| -------------- | -------- | ------- | ------------ | ------------ | -------- | ------ |
| P. Agnolin     | 3        | 0       | -            | -            | 3        | 0      |
| E. Arienti     | 36       | 0       | 1            | 0            | 37       | 0      |
| R. Bicchierai  | 36       | 0       | 1            | 0            | 37       | 0      |
| R. Bonacchi    | 37       | 17      | 1            | 0            | 38       | 17     |
| E. Bruschini   | 37       | -40     | 1            | -1           | 38       | -41    |
| E. Cardoni     | 37       | 1       | 1            | 0            | 38       | 1      |
| U. Castiglioni | 4        | 1       | -            | -            | 4        | 1      |
| F. Duzioni     | 38       | 2       | 1            | 0            | 39       | 2      |
| F. Fontanot    | 37       | 2       | 1            | 0            | 38       | 2      |
| L. Galli       | 14       | 5       | 1            | 0            | 15       | 5      |
| G. Gilardoni   | 11       | 1       | 1            | 0            | 12       | 1      |
| C. Gotti       | 36       | 9       | 1            | 0            | 37       | 9      |
| O. Matteis     | 1        | -2      | -            | -            | 1        | -2     |
| F. Nicoletti   | 15       | 4       | 1            | 0            | 16       | 4      |
| I. Nyers       | 9        | 3       | -            | -            | 9        | 3      |
| G. Sacchi      | 1        | 0       | -            | -            | 1        | 0      |
| O. Sala        | 3        | 0       | -            | -            | 3        | 0      |
| M. Savioni     | 30       | 4       | -            | -            | 30       | 4      |
| E. Tettamanti  | 33       | 0       | 1            | 0            | 34       | 0      |